# Allan Eugene Updegraff
Allan Eugene Updegraff (* 14. Februar 1883 in Grinnell, Iowa; † 7. Dezember 1965 in Paris, Frankreich) war ein US-amerikanischer Schriftsteller, Dichter und Journalist.

## Leben
Allan Eugene Updegraff war ein Nachkomme von Abraham Isacks op den Graeff, der zu den sogenannten „Original 13“, der ersten geschlossenen Gruppe deutscher Auswanderer nach Amerika gehörte. Updegraff wurde als ältester von vier Söhnen von William R. und Laura A. Updegraff in Grinnell, Iowa, geboren. Seine Eltern hatten ihre Farm in Grinnell, später nahe Washington, Iowa, und anschließend in Springfield, Missouri. Zwei seiner Brüder, Lawrence Vale (1884–1961) und Herbert H. (1889–1961), wurden später Journalisten. Sein dritter Bruder, William David (1885–1960), hatte eine Farm in Kalifornien. Er begann ein Studium an der Yale University, welches er später abbrach. Anschließend arbeitete er als Journalist für unterschiedliche Tageszeitungen, darunter Yale Monthly.
Updegraff heiratete 1908 die kanadische Schriftstellerin Edith Summers (1884–1956), mit der er zwei gemeinsame Kinder hatte. Die Ehe scheiterte etwa fünf Jahre später. Nach der Scheidung heiratete er die freie Autorin Dora Loues Miller, mit der er ebenfalls zwei gemeinsame Kinder hatte. Beide verbrachten, mit Ausnahme von zwei Jahren, ihr Leben ab 1923 in Paris.

## Werke (Auswahl)
- 1916: A Gentleman from Jupiter
- 1917: Second Youth: Being, in the Main, Some Account of the Middle Comedy in the Life of a New York Bachelor: A Novel
- 1918: A Novel of Modernistic Truth and Intruding War
- 1927: Whatever We Do
- 1960: Grantham's Moor: And Collected Poems, Some old